# Château de Kéranno
Le château de Kéranno est situé sur la commune de Grâces en France.

## Localisation
Le château est situé sur la commune de Grâces  dans le département des Côtes-d'Armor, dans la région Bretagne.

## Description
Le château est constitué de deux corps de logis selon un plan en équerre à l'emplacement d'une demeure plus ancienne. L'architecture du bâtiment est classique : travées régulières, cordons de granit. La décoration est sobre. Cinq lucarnes à frontons cintrés éclairent les combles et rendent l’ensemble harmonieux. En bordure du jardin haut, un bâtiment accueillait une orangerie.

## Historique
Le premier château avait été habité en 1691 par le roi d'Angleterre Jacques II, chassé de son royaume, lors de la révolution de 1688. La chapelle privée est détruite au XIXe siècle, près du portail d'entrée défendu par un saut de loup.
Le château est inscrit au titre des monuments historiques par arrêté du 18 novembre 1965.

## Galerie

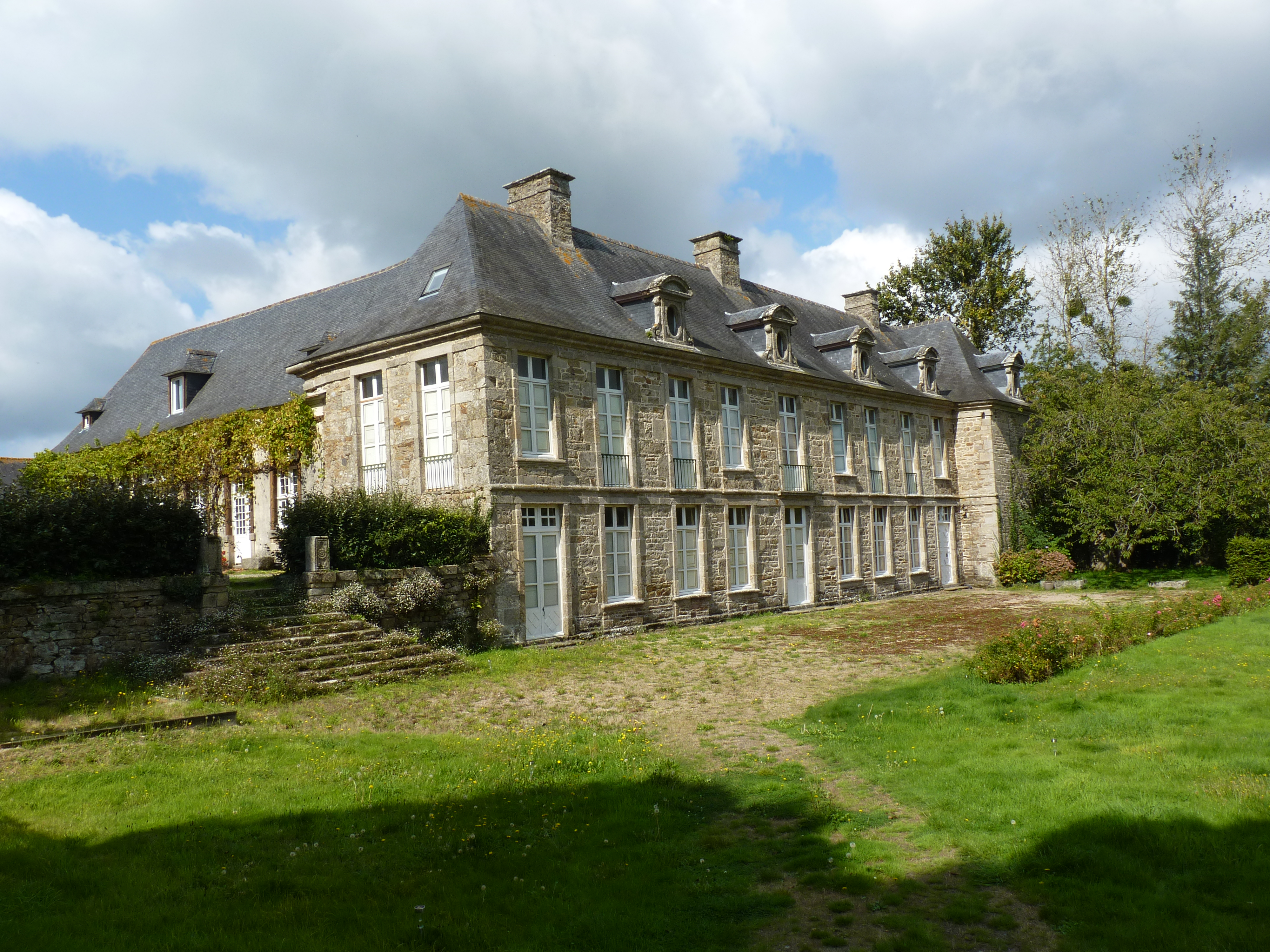
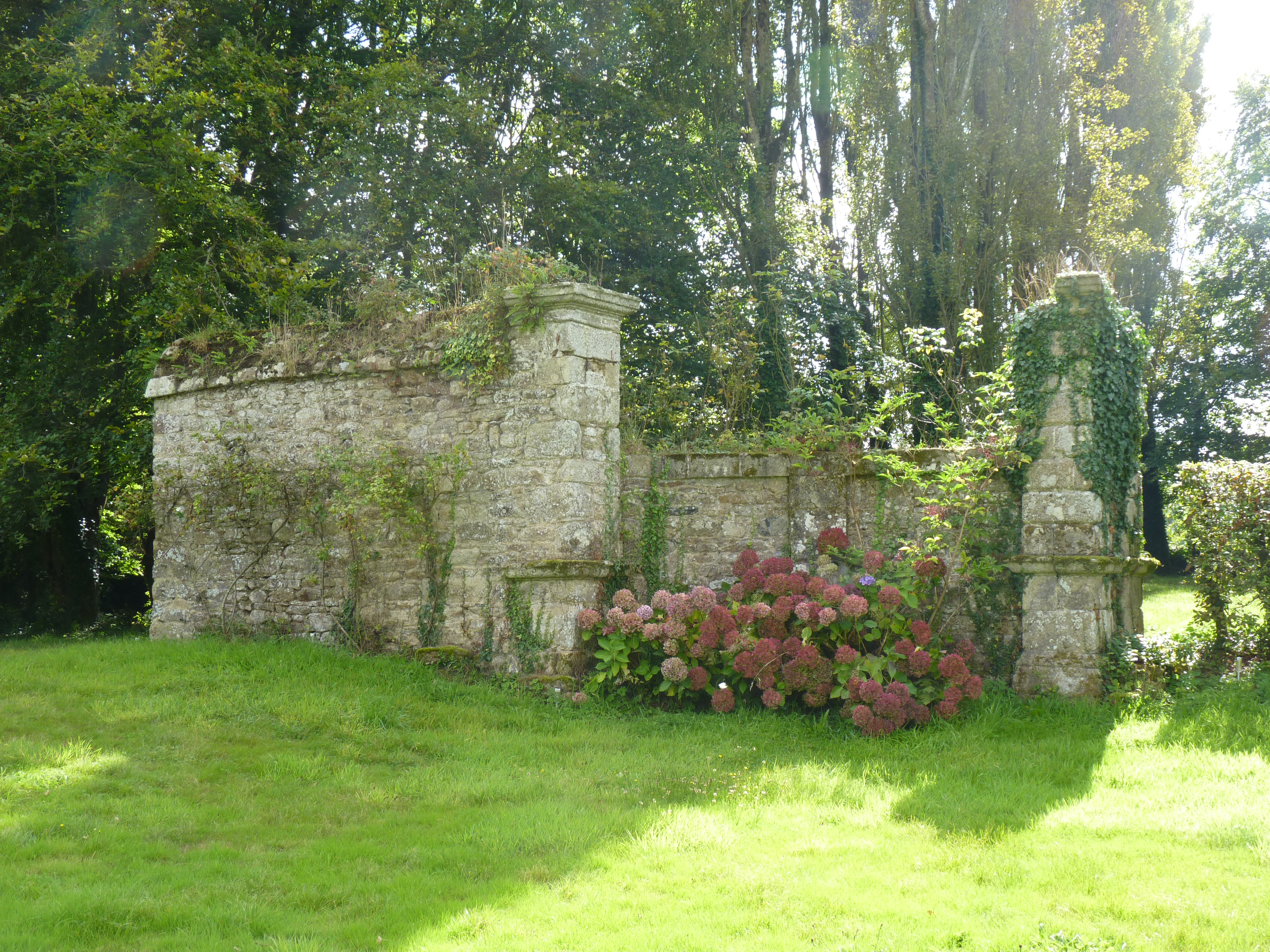
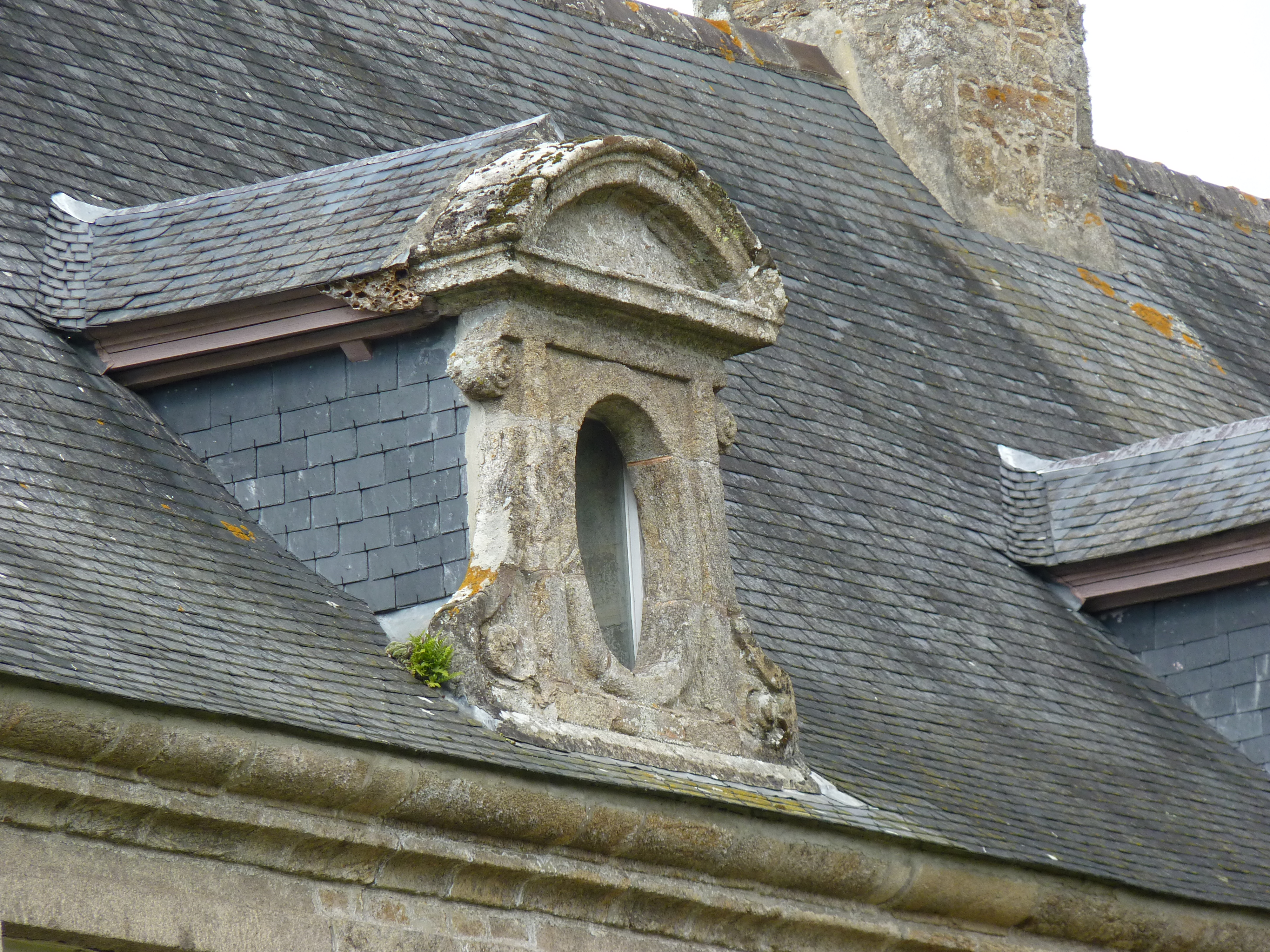